# スノーマジックファンタジー
「スノーマジックファンタジー」は、日本のバンド・SEKAI NO OWARIのメジャー5作目（通算7作目）のシングル。

## 概要
- 前作「Death Disco」から約3ヶ月ぶり、マキシシングルとしては「RPG」から約8ヶ月ぶりの作品。
- 表題曲は川口春奈出演のJR東日本『JR SKISKI』の2013年度CMソングのために書き下ろされ、2作連続で川口出演の作品に使用された。また、CMソングが表題曲となったのは自身初となる[1]。なお、2021年12月22日発売予定の『JR SKISKI 30th Anniversary COLLECTION』にも本曲がDisc2の方に収録される[2]。
- ジャケットが異なる初回限定盤Aと初回限定盤B、通常盤の3形態で発売された。初回限定盤Aには特典として2013年10月12日に富士急ハイランドで行われた『炎と森のカーニバル』から「Love the warz」「虹色の戦争」「illusion」「Death Disco」「broken bone」「眠り姫」「幻の命」「アースチャイルド」「yume」「Fight Music」のライブ音源を収録したCDが、初回限定盤Bには特典として前作「Death Disco」のミュージック・ビデオと、今作のジャケット撮影風景のメイキング映像を収録したDVDが同梱された。また、前作に引き続き通常盤の初回生産分には謎のDVDが当たるスクラッチカードが封入された[3]。
- オリコンチャートでシングル・アルバム通じて自身初の首位を獲得。また、初動売り上げだけで10万枚超えを記録した[4]。

## 収録曲
1. スノーマジックファンタジー [5:15]
作詞：Fukase
作曲：Nakajin
編曲：SEKAI NO OWARI、CHRYSANTHEMUM BRIDGE
クラシックで使用される楽器を加工して多用している楽曲。Nakajin曰く「メロディが爽やかなポップだから、それを際立たせるために荘厳なアレンジにしたかった」という。低音域ではベーゼンドルファーのモデル290が使用されている。歌詞は住む世界が異なる男女のラブストーリーをテーマとしている[5]。
ミュージック・ビデオは「RPG」を手掛けた田向潤が監督を務め、鼓笛隊風のメンバーが出演している[6]。また、今回のミュージック・ビデオではメンバーから田向に、やりたくないことをやりたいと提案している。Fukaseはこのことについて「期待を裏切りたい。カッコよくない部分も出るようなものにしたい」と語っている。これを受けて田向は各々メンバーの個性が出るように、イメージキャラクターを設定。Fukaseはマーチングバンドの旗を振るカラーガード、Nakajinはオーケストラの指揮者、Saoriはチアリーディング、DJ LOVEは鼓笛隊のドラムに挑戦している[7]。
2. 銀河街の悪夢 [6:22]
作詞：Fukase
作曲：Nakajin
編曲：SEKAI NO OWARI、CHRYSANTHEMUM BRIDGE
3. Death Disco (Instrumental) [4:14]
作曲：Nakajin、Fukase
編曲：SEKAI NO OWARI、CHRYSANTHEMUM BRIDGE
1st配信デジタルシングルのインストゥルメンタルバージョン。

## 参加ミュージシャン
SEKAI NO OWARI
- Nakajin：Leader & Sound Produce & Guitar
- Fukase：Conceptor & Vocal
- Saori：Show Produce & Piano
- DJ LOVE：Sound Selector & DJ

Additional Musician
- 秋山瑠帆：Trumpet (#1)
- 徳澤青弦：Cello (#2)

## タイアップ
- JR東日本『JR SKISKI』2013年度CMソング (#1)

## 収録アルバム
- Tree (#1,2)
- SOS/プレゼント(スノーマジックファンタジー[Twilight City arranged]のみ)

## カバー
- 高木さん（高橋李依） - テレビアニメ「からかい上手の高木さん3」第10話・第11話エンディングテーマ。2022年7月13日発売のアルバム『「からかい上手の高木さん3&劇場版」Cover Song Collection』および、アルバム『からかい上手の高木さん3&劇場版 Memorial Box』に収録。